# Tobaj
Tobaj is een gemeente in de Oostenrijkse deelstaat Burgenland, gelegen in het district Güssing (GS). De gemeente heeft ongeveer 1400 inwoners.

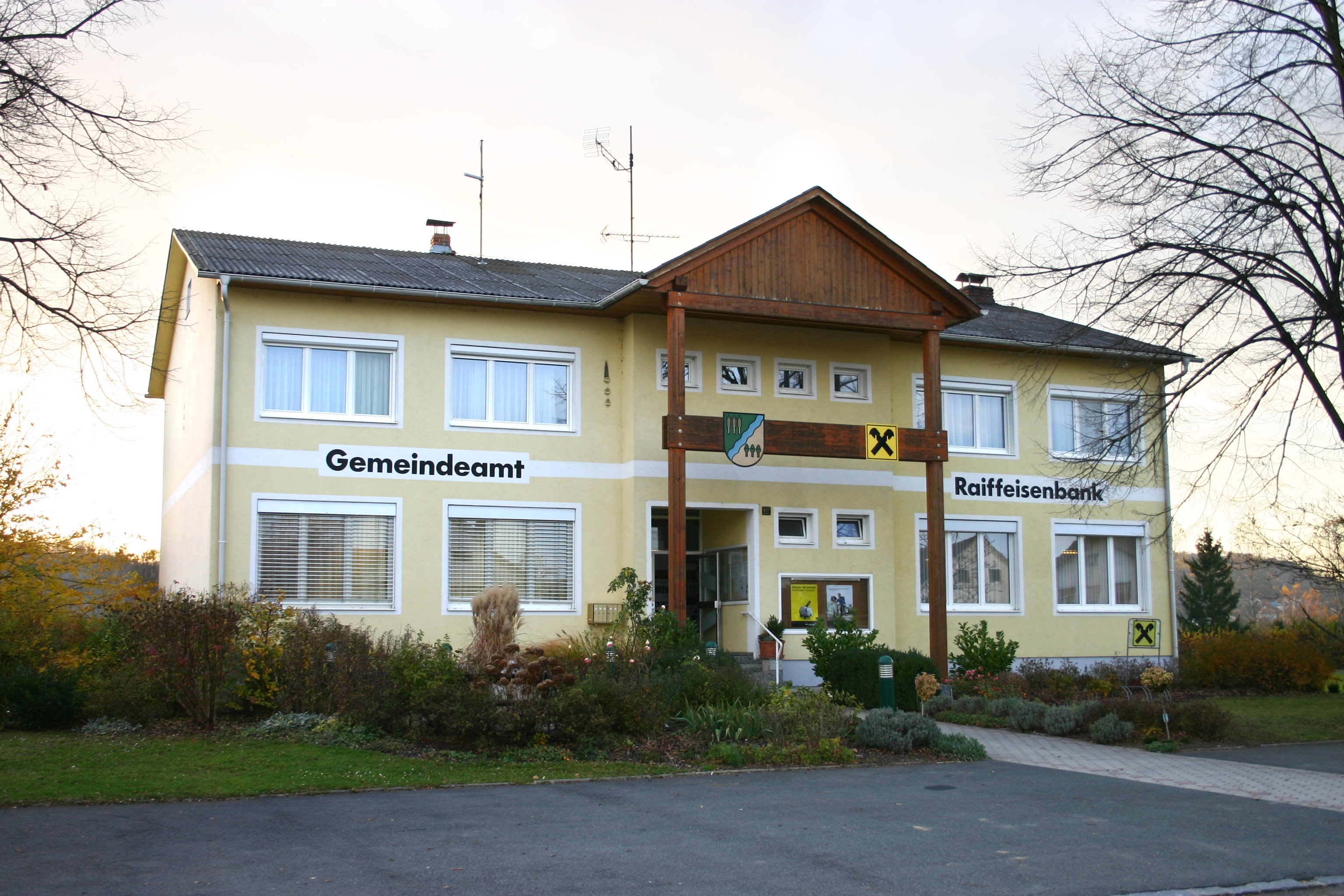
Gemeentehuis
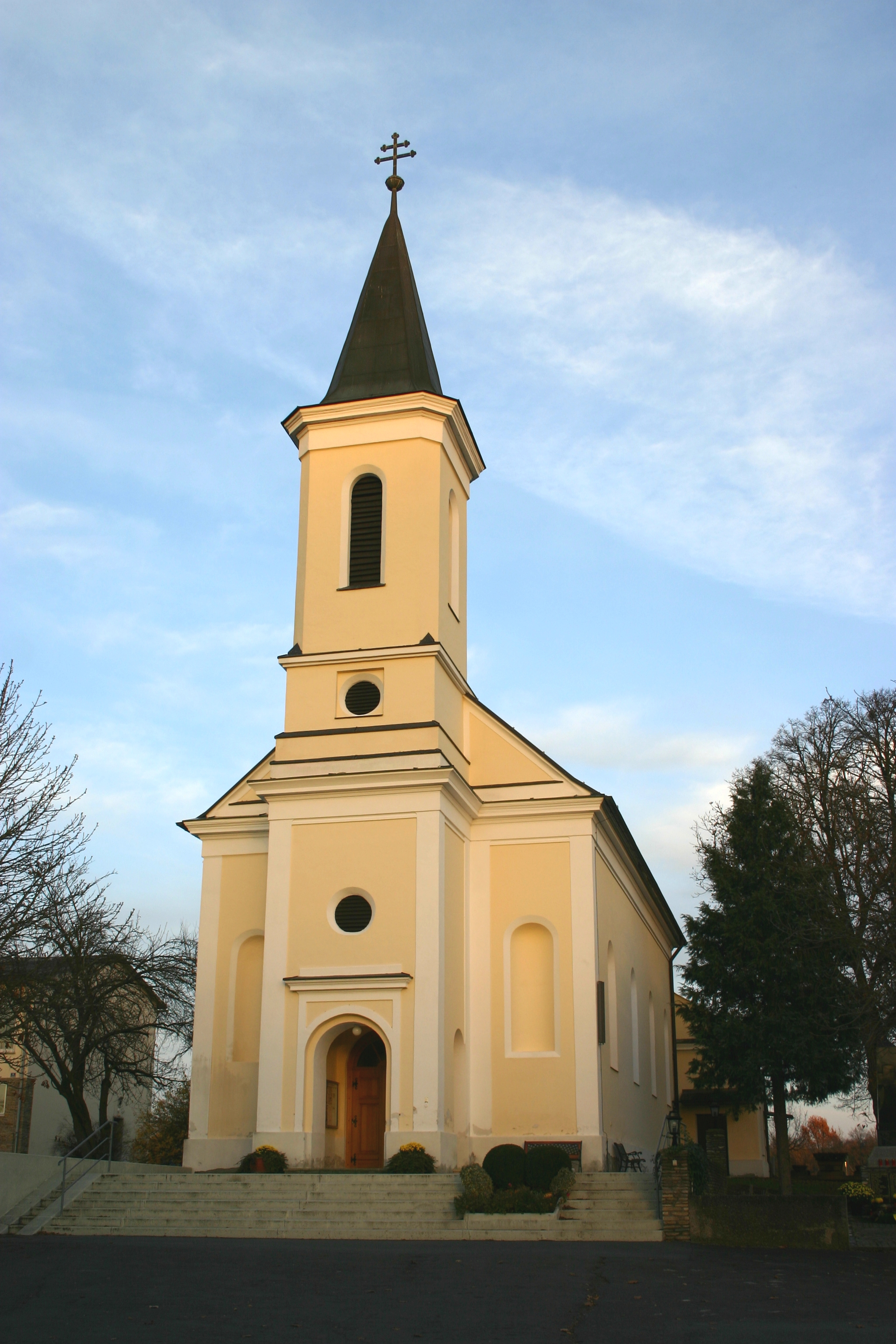
Rooms Katholieke parochiekerk

## Geografie
Tobaj heeft een oppervlakte van 58,1 km². Het ligt in het uiterste zuidoosten van het land.
Kadastrale gemeenten zijn Deutsch Tschantschendorf, Hasendorf im Burgenland, Kroatisch Tschantschendorf, Punitz, Tobaj en Tudersdorf.
Bildein · Bocksdorf · Burgauberg-Neudauberg · Eberau · Gerersdorf-Sulz · Großmürbisch · Güssing · Güttenbach · Hackerberg · Heiligenbrunn · Heugraben · Inzenhof · Kleinmürbisch · Kukmirn · Moschendorf · Neuberg im Burgenland · Neustift bei Güssing · Olbendorf · Ollersdorf im Burgenland · Rauchwart · Rohr im Burgenland · Sankt Michael im Burgenland · Stegersbach · Stinatz · Strem · Tobaj · Tschanigraben · Wörterberg